# Diamant (schip, 1846)
De "Diamant" was een Belgisch pakketbootraderboot dat onder de oude naam Chemin de Fer (IJzeren Weg) de lijn Oostende-Dover op 4 maart 1846 mede opende met zijn eerste vaart naar Engeland. Het legde de afstand af in 5 uur.
Een ticket kostte toen 26,90 Bfr (1e klasse) of 13,45 Bfr (2e klasse). Degenen die in 1e klasse voeren, zaten benedendeks comfortabel en uit de kou en wind. De 2e-klassers stonden in weer en wind bovendeks op de opbouw, vlak bij de lange schoorsteen. Het schip had vier reddingssloepen en twee lange masten waaraan, indien mogelijk, nog zeilen konden bijgezet worden. Aan beide zijden had het schip overkapte schoepenraden ter aandrijving.
Na 22 maanden continu dienst werd de Diamant voor reparaties uit de vaart genomen te worden. Het kwam op 20 april 1848 volledig hersteld terug in Oostende.
In 1872 werd het schip aan een Franse firma verkocht. Het werd ingezet als verbinding tussen Le Havre en Trouville. Het werd in 1900 gesloopt.